# Gnagna
La Gnagna est une des 45 provinces du Burkina Faso située dans la région de l'Est.

## Géographie

### Démographie
- En 2003, la province comptait 398 423 habitants estimés[3].
- En 2006, la province comptait 407 739 habitants recensés[4].
- En 2019, la province comptait 675 897 habitants recensés[2].

### Principales localités
Ne sont listées ici que les localités de la province ayant atteint au moins 4 000 habitants dans les derniers recensements (ou estimations de source officielles). Les données détaillées par ville, secteur ou village du dernier recensement général de 2019 ne sont pas encore publiées par l'INSD (en dehors des données préliminaires par département).
| Ville ou village       | Coordonnées                 | Altitude | Population  | Population |
| Ville ou village       | Coordonnées                 | Altitude | 2006        |            |
| ---------------------- | --------------------------- | -------- | ----------- | ---------- |
| Bogandé                | 12° 58′ 42″ N, 0° 08′ 38″ O | m        | 14 929 hab. |            |
| Manni                  | 13° 15′ 28″ N, 0° 12′ 33″ O | m        | 7 441 hab.  |            |
| Moaka                  | 12° 17′ 58″ N, 0° 05′ 34″ O | m        | 6 562 hab.  |            |
| Thiéry                 | 12° 58′ 47″ N, 0° 12′ 37″ O | m        | 5 561 hab.  |            |
| Souloungou             | 13° 01′ 13″ N, 0° 22′ 49″ E | m        | 5 039 hab.  |            |
| Kierguin               |                             | m        | 4 604 hab.  |            |
| Dipienga               | 12° 47′ 18″ N, 0° 12′ 08″ E | m        | 4 486 hab.  |            |
| Ougarou                | 12° 25′ 37″ N, 0° 10′ 25″ E | m        | 4 273 hab.  |            |
| Bonsiéga (ou Bonseiga) | 12° 55′ 42″ N, 0° 27′ 34″ E | m        | 4 110 hab.  |            |
| Boudangou              | 13° 06′ 39″ N, 0° 07′ 16″ E | m        | 4 715 hab.  |            |
| Bilanga                | 12° 32′ 58″ N, 0° 01′ 38″ O | m        | 3 893 hab.  |            |

## Administration

### Chef-lieu et hauts fonctionnaires
Le chef-lieu de la province est établi à Bogandé.
| Période        | Période  | Identité          | Fonction précédente  | Observation |
| -------------- | -------- | ----------------- | -------------------- | ----------- |
| 8 juillet 2016 | En cours | M. Ousmane Balima | Administrateur civil | [ 1 ]       |

| Période        | Période  | Identité          | Fonction précédente  | Observation |
| -------------- | -------- | ----------------- | -------------------- | ----------- |
| 8 juillet 2016 | En cours | M. Harouna Sissao | Administrateur civil | [ 1 ]       |

### Départements ou communes

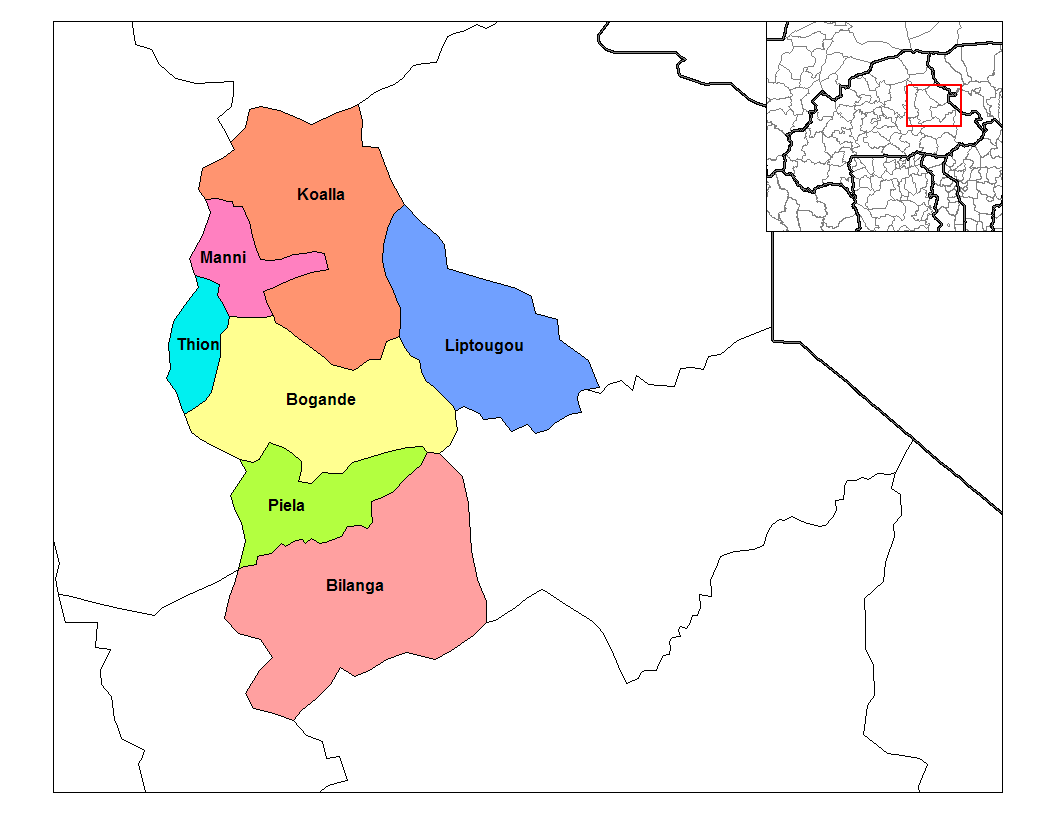
Carte des départements ou communes de la province de la Gnagna, composant également les districts sanitaires de Bogandé et de Manni.

La province de la Gnagna est administrativement composée de sept départements ou communes (données de population issues du recensement général de la population de 2019, mais partiellement ou totalement estimées par une étude complémentaire dans deux des départements indiqués en raison de problèmes sécuritaires) :
- Bilanga (139 837 habitants)
- Bogandé (128 512 habitants)
- Coalla (86 921 habitants partiellement estimés)
- Liptougou (75 570 habitants partiellement estimés)
- Manni (124 370 habitants)
- Piéla (79 474 habitants)
- Thion (41 213 habitants)

## Santé et éducation
La province est divisée en deux districts sanitaires :
- celui de Bogandé dans les deux-tiers sud (regroupant les départements ou communes de Bilanga, Bogandé, Liptougou et Piéla) et
- celui de Manni dans le tiers nord (regroupant les départements ou communes de Coalla, Manni et Thion).

## Culture et patrimoine
Marie Gayeri est une musicienne du terroir.